# Heckler & Koch MP5
El MP5 (abreviatura de Maschinenpistole 5) es un subfusil de calibre 9 mm de diseño alemán, desarrollado en los años 1960 por un equipo de ingenieros del fabricante de armas Heckler & Koch (H&K) de Oberndorf am Neckar, en Alemania Occidental. Hay más de 100 variantes del MP5, incluidas algunas versiones semiautomáticas.
El MP5 es uno de los subfusiles más utilizados en el mundo, ya que ha sido adoptada por 40 naciones y numerosas organizaciones militares, policiales, de inteligencia y de seguridad. Fue ampliamente utilizado por los equipos SWAT en América del Norte, pero ha sido reemplazado en gran parte por las variantes AR-15 en el siglo XXI.
En 1999, Heckler & Koch desarrolló el H&K UMP, el sucesor del MP5; ambos están disponibles desde 2018.

## Historia y desarrollo

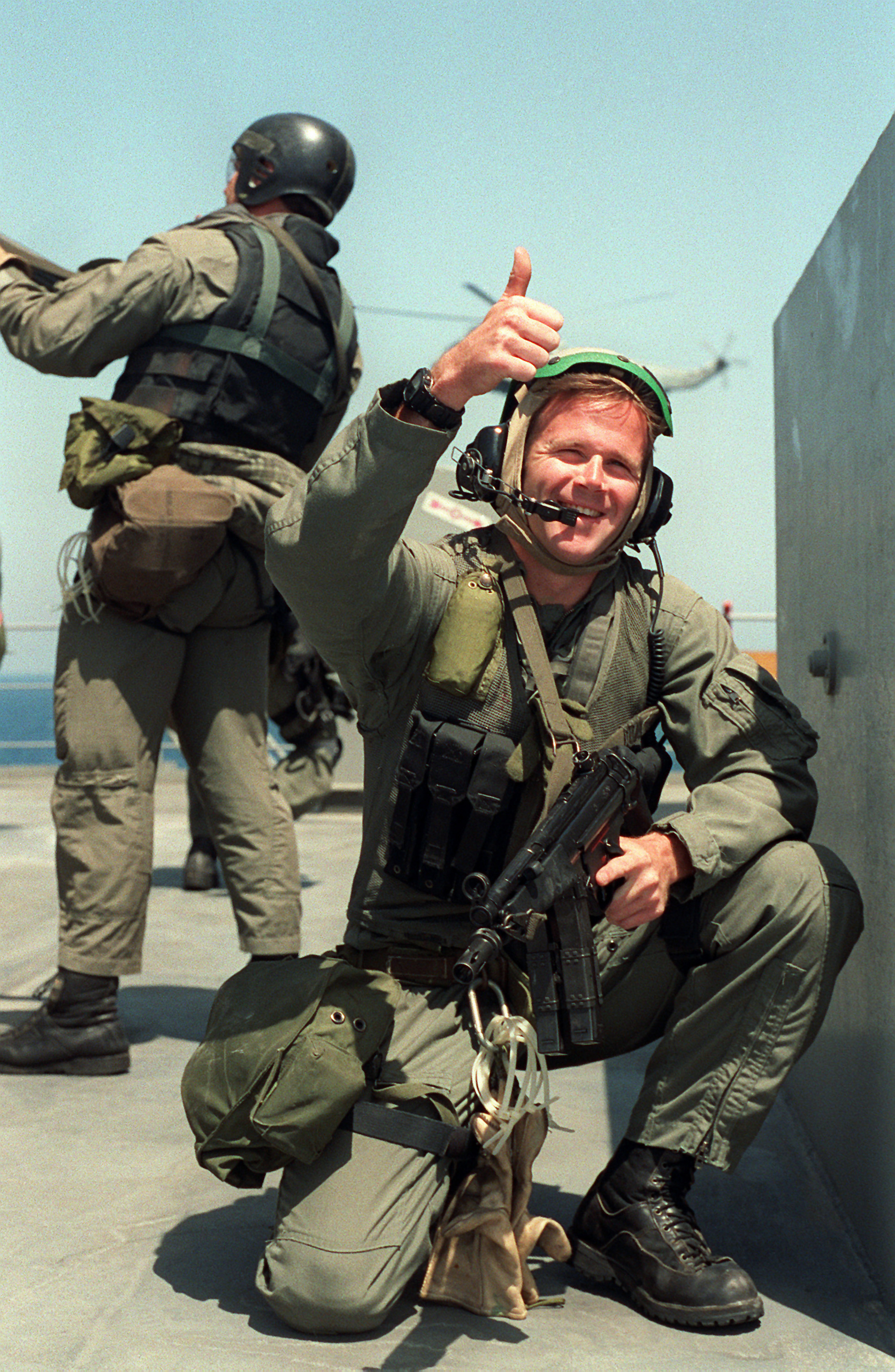
Un miembro del Equipo SEAL 8, armado con una metralleta MP-5A5E de 9 mm.

El MP5 fue creado dentro del cuarto grupo e inicialmente conocido como HK MP 54. Esta designación proviene del antiguo sistema de numeración HK, donde el "5" designa el modelo de un fusil automático, y el "4" indica que utiliza municiones 9 x 19 Parabellum.
El desarrollo del HK MP-54 comenzó en 1964; dos años más tarde fue adoptado por la Policía Federal Alemana y la policía de fronteras con la denominación actual: MP-5. Estuvo originalmente disponible en dos formatos: MP-5 con culata fija y MP-5A1 con culata retráctil. 
Al tratarse de un subfusil con tantas versiones lo hace ideal para unidades militares, fuerzas de seguridad, de élite de ambas o de uso privado.
Esta arma ganó relevancia pública en 1980 durante la exitosa operación de rescate de rehenes de la embajada iraní en Londres, al ser utilizada por el grupo de élite británico SAS. Formó parte del emblema de la organización revolucionaria alemana Fracción del Ejército Rojo o Banda Baader-Meinhof, con una estrella roja de fondo.

## Variantes
La gama de subfusiles MP5 es muy numerosa, encontrándose modelos con silenciador integrado, culata plegable, culata fija, visores montados, alzas tradicionales de tiro, etc. Por esta razón, y dependiendo de cual es su modelo y versión, puede haber una gran diferencia de peso, medida, cadencia de tiro, selector de tiro, etc.
Algunos modelos incluyen en su selector de tiro, aparte de los habituales "seguro", "semiautomático" y "automático", una posición más que es la de "tres disparos" (o "ráfaga corta"), desde la cual el arma realiza tres disparos seguidos cada vez que se acciona el gatillo.

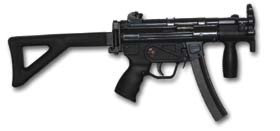
MP5K-PDW.

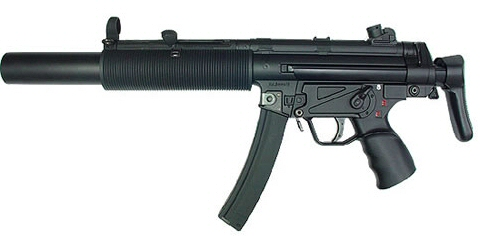
MP5SD3.

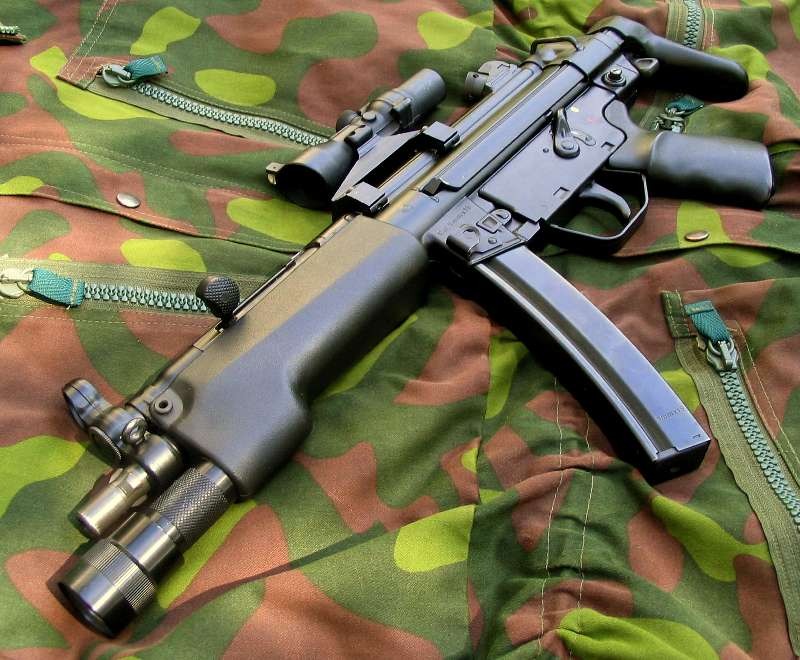
HK94k.

- MP5A1 - Modelo con culata fija y fuego en ráfaga libre
- MP5A2 - Modelo con culata fija y fuego en ráfaga corta (tres disparos)
- MP5A3 - Modelo con culata plegable y fuego en ráfaga libre
- MP5A4 - Modelo con culata táctica, linterna y fuego en ráfaga libre
- MP5A5 - Modelo con culata plegable y fuego en ráfaga corta (tres disparos)
- MP5SFA2
- MP5SFA3
- MP5N - Modelo con tratamiento anti-corrosión desarrollado para la armada estadounidense
- MP5F - Modelo desarrollado para el ejército francés
- MP5K - La versión más corta del MP5 con una empuñadura especial en el guardamano
- MP5KA1
- MP5KA4
- MP5KA5
- MP5K-N - Modelo con supresor
- MP5K-PDW
- MP5SD1 - Modelo con supresor integrado y culata retráctil
- MP5SD2 - Modelo con supresor
- MP5SD3 - Modelo con supresor
- MP5SD4 - Modelo con supresor
- MP5SD5 - Modelo con supresor y culata fija
- MP5SD6 - Modelo con supresor y culata retráctil
- MP5SD-N - Con culata retráctil
- MP5/10 - Recalibrada para 10 mm Auto. Fabricada entre 1992 y 2000.
- MP5/40 - Recalibrada para .40 S&W. Fabricada entre 1992 y 2000.
- HK94 - Modelo de MP5 importado a EE. UU., modificado para disparar en modo semiautomático y poder ser distribuido para uso civil. Fabricado entre 1983 y 1989.
- HK 54 - Primera versión de este subfusil fabricada desde 1966.